# Hostal de Ipiés
Hostal de Ipiés (en aragonés L'Hostal d'Ipiés u Ostal d'Ipiés) es una localidad española perteneciente al municipio de Sabiñánigo, en la comarca del Alto Gállego, provincia de Huesca, Aragón.

## Geografía
Hostal de Ipiés se localiza en la zona sur del término municipal de Sabiñánigo, en las cercanías del río Gállego, que discurre pegado al pueblo. Se encuentran muy cerca las localidades de Ipiés, Baranguá, Arto, Lasieso o Lanave.

## Historia
Lugar frecuente de paso, tradicionalmente de trashumantes, fue establecida como núcleo de población a principios de siglo XX. Años más tarde, la afluencia de todo tipo de viajeros aumentaría, sobre todo con la construcción de la antigua carretera del Monrepós, así como el tamaño de la población.
Una de las primeras edificaciones que se conocen es Casa Carretero, también nombrada como Mesón de Cabañeras, o simplemente Hostal, denominación que, por extensión, y por relevancia, daría nombre la localidad.
Perteneció al municipio histórico de Jabarrella, y nunca llegó atener ayuntamiento propio.
Durante la guerra civil española fue uno de los ejes del Frente de Aragón en el Pirineo, que desencadenarían en la Batalla de Sabiñánigo.
Hoy día, Hostal de Ipiés es también conocido por su casa de chocolates artesanos.

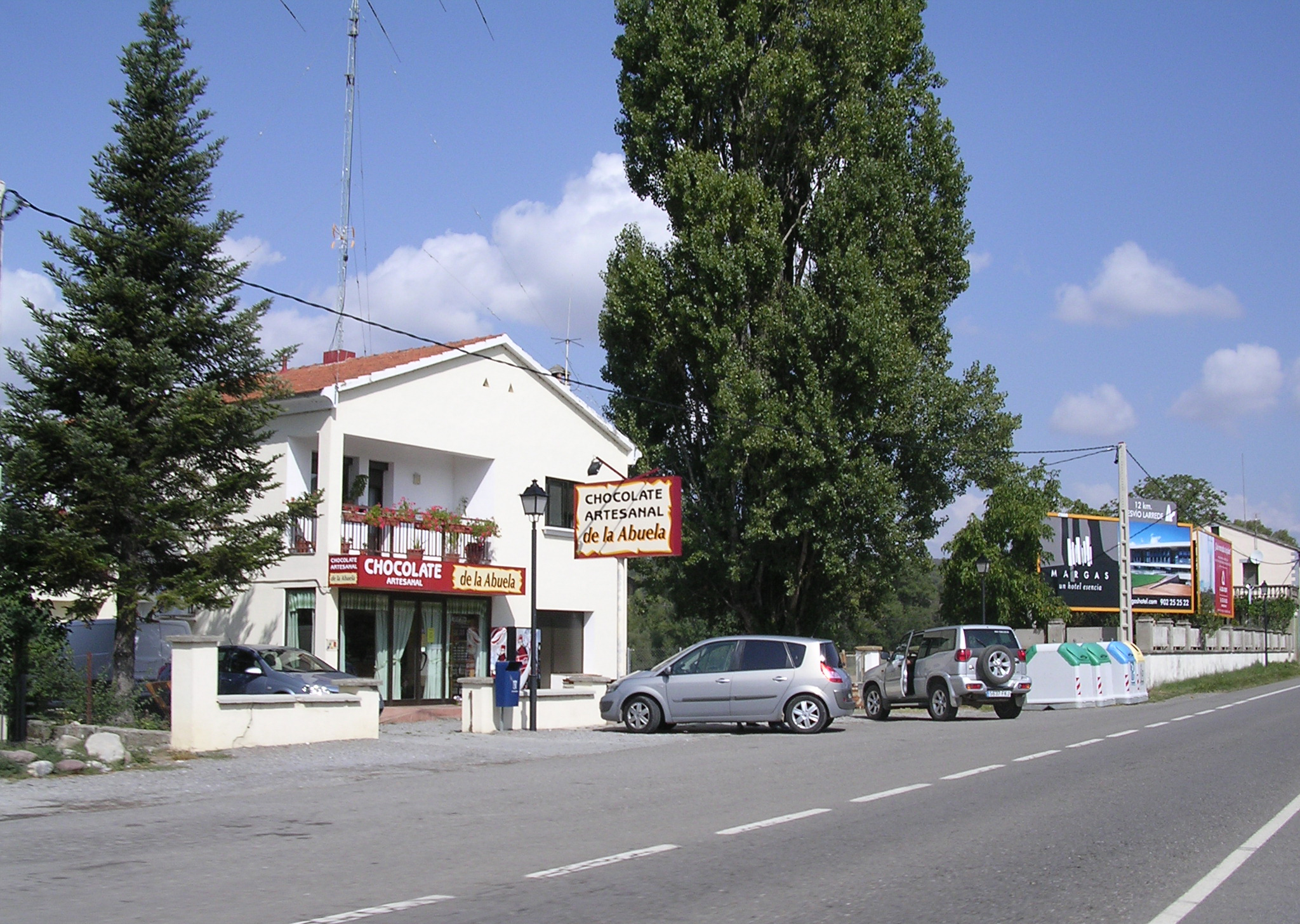
Casa de chocolates, junto la carretera de Huesca.

## Comunicaciones
Hostal de Ipiés está atravesado por la carretera N-330, en el tramo que, desde Sabiñánigo, se dirige a Huesca, a través del puerto de Monrepós.
Asimismo, a la altura del barranco de Arasilla, parte hacia el oeste una carretera que conecta el lugar con Jabarrella, Castillo de Lerés, Layés, Lasieso, Estallo y Caldearenas.

## Demografía
Datos demográficos de la localidad de Hostal de Ipiés desde 1900:
| --                    | -- | 7 | 48 | 39 | 69 | 141 | 65 | 38 | 45 | 48 | 43 | 42 |
| (Fuente: IAEST e INE) |    |   |    |    |    |     |    |    |    |    |    |    |

- Aparece en el Nomenclátor a partir del año 1920.
- Datos referidos a la población de derecho.

## Lugares de interés
- Casa Carretero: casa típica altoaragonesa en mampostería rejuntada con cal, disposición con patio, y chaminera singular. En el mismo pueblo, junto a la iglesia, al comienzo de la carretera de Ipiés.[2]

- Puente de Fanlo: puente de los siglos XVII-XVIII, destruido en la guerra civil y reconstruido en los años 1983 y 84.[7][8] Se accede por la N-330, justo después del p.k. 619 decreciente, sentido Huesca. Cruzando el puente encontramos el despoblado de Mesón de Santa Ana y los restos de la ermita de esta santa.[9]

- Molino de los Aras: molino fechado en 1843, en el mismo Hostal de Ipiés, junto a la carretera de Lasieso.[10]

- Pardina del Centenero: pardina y borda a las que se accede por una pista forestal (pasado el p.k. 620 decreciente de la nacional).[11][12]

## Fiestas
Se celebran sus fiestas el día 22 de agosto.